# 尖山路站
尖山路站是天津地铁6号线的地铁站，位于中华人民共和国天津市河西区尖山路与资水道交叉口南侧，于2018年4月26日开通。

## 车站结构
尖山路站位于尖山路与资水道交叉口南侧，沿尖山路设置，呈南北走向，为地下两层岛式站台车站，车站长232.75米，宽37.1米，车站地下一层为站厅层，地下二层为站台层，站台设置全高站台门，车站同时包含尖山路停车场部分停车道位与设备。
| 地面              | 出入口 | A、D出入口                                                                                                  |
| 地下一层          | 站厅   | 客服中心、自动售票机、验票机                                                                                |
| 地下二层          | 站台   | \| \| \| █ 6号线往南孙庄（乐园道） \| \| 島式 · 開左邊车门 \| \| \| \| \| \| █ 6号线往渌水道（医大二院） \| |
|                   |        | █ 6号线往南孙庄（乐园道）                                                                                   |
| 島式 · 開左邊车门 |        | |
|                   |        | █ 6号线往渌水道（医大二院）                                                                                 |

## 车站出口
尖山路站目前开放2个出入口，各出口及周围设施如下所示：
|                                      |      |        |                                                          |
| 出口编号                             | 照片 | 地点   | 可到达目的地                                             |
| 出口 · A · 升降机标志 · 扶手电梯标志 |      | 尖山路 | 天津歌舞剧院，天津出版传媒集团，滦水里                   |
| 出口 · D · 扶手电梯标志              |      | 资水道 | 天津小学尖山校区，四号路小学尖山校区，美联大厦，平江北里 |
| 註： 設有 \| 設有扶手電梯            |      |        |                                                          |

## 历史
本站工程名与正式站名均为尖山路站，以车站所处的尖山路命名。
- 2018年4月26日，车站随6号线一期南段通车开通[1]。